# Bronisław Wyleżyński
Bronisław Wyleżyński (ur. w 1841, zm. 3 czerwca 1895 w Petersburgu) – polski inżynier technolog i chemik, profesor Instytutu Technologicznego w Petersburgu.

## Życie
Ukończył Konstantynowski Korpus Kadetów. W 1859 awansowany do stopnia chorążego służył w fińskim pułku Lejb-gwardii. Po ukończeniu wojskowej  Akademii Inżynieryjnej im. Nikolajewa został podporucznikiem, a od 1861 porucznikiem w 32 Pułku Piechoty. W 1862 zrezygnował ze służby wojskowej.
W latach 1864–1868 studiował na Wydziale Chemicznym Instytutu Technologicznego w Petersburgu. 18 czerwca 1868 r. otrzymał tytuł technologa I kategorii. Od września 1871 pracował jak nauczyciel  technologii chemicznej w Instytucie Technicznym. Po obronie pracy doktorskiej, w 1877  otrzymał tytuł inżyniera-technologa i od maja 1877 do lutego 1895 był profesorem technologii chemicznej substancji organicznych w IT. Był także członkiem Komisji Edukacyjnej Instytutu. Wniósł wielki wkład w rozwój technologii produkcji gazu. Z jego podręcznika Produkcja gazu, korzystało wiele pokoleń rosyjskich gazowników. Badał również technologie produkcji klejów, skór, lakierów, stearyny, betuliny, masła oraz innych substancji i produktów; sucha destylacja drewna, ropy naftowej i minerałów bitumicznych.
W 1878 reprezentował Cesarstwo Rosyjskie jako członek-delegat Międzynarodowego Trybunału Ekspertów na Wystawie Światowej w Paryżu. W 1882 główny organizator Ogólnorosyjskiej Wystawy Artystycznej i Przemysłowej w Moskwie. Członek Rady Handlu i Manufaktur przy Ministerstwie Finansów, W 1891 awansował na rzeczywistego radcę stanu. W styczniu 1895 został zwolniony ze służby z powodu choroby. Pochowany na największym rzymskokatolickim cmentarzu w Petersburgu - na cmentarzu wyborskim w 1939 zlikwidowanym przez władze sowieckie.

### Wybór prac Bronisława Wyleżyńskiego
- Газовое производство: Лекции, чит. в С.-Петерб. технол. ин-те пр. Б.Т. Вылежинским, Санкт-Петербург 1884/85,
- Дубильные вещества, кожи, меха, изделия из оных, писчебумажный товар, гумми-эластиковые изделия и пр. : (Доклады по записке проф. Вылежинского). - [1890] // Материалы к пересмотру общего таможенного тарифа Российской империи по европейской торговле. - Санкт-Петербург 1887-1901.
- Жиры вообще, сало и салотопление, коровье масло и ворвань. Лекции, чит. в Спб. технол. ин-те Б.Т. Вылежинским, Санкт-Петербург 1875/76.
- Записка о дубильных веществах, кожах невыделанных и выделанных, мягкой рухляди, волосе, пухе, кожаных, каучуковых, волосяных и щетинных изделиях, о книгах и картинах, о китовом усе и грецкой губке, составленная профессором С.-Петербургского технологического института Б.Т. Вылежинским. - 1889-1890. // Материалы к пересмотру общего таможенного тарифа Российской империи по европейской торговле : 1-21. - Санкт-Петербург 1887-1901
- Исследование бетулина / [Соч.] Б. Вылежинского, - Санкт-Петербург 1877.
- Клееваренное производство : Лекции, чит. в Спб. технол. ин-те Б.Т. Вылежинским Санкт-Петербург 1884/85

### Odznaczony
- Order św. Stanisława II stopnia (1 stycznia 1880)
- Order św. Anny II stopnia (15 maja 1883) i III stopnia (1885)
- Order św. Włodzimierza (1891)

## Życie prywatne
Urodził się w rodzinie ziemiańskiej, syn właściciela majątku w gub. podolskiej Tytusa.